# 201511 Ferreret
201511 Ferreret è un asteroide della fascia principale. Scoperto nel 2003, presenta un'orbita caratterizzata da un semiasse maggiore pari a 2,627395 UA e da un'eccentricità di 0,260250, inclinata di 3,016354° rispetto all'eclittica.
Il nome ricorda il ferreret o rospo delle Baleari, piccolo anfibio dell'isola di Maiorca.